# Хасан Хюсню Китапчъ
Хасан Хюсню Китапчъ (на турски: Hasan Hüsnü Kitapçı) е турски политик.

## Биография
Роден е през 1886 г. в Енидже Вардар. Завършва право в Истанбулския университет. Работи като съдия в Солун и в Косово. Избиран е за депутат от Измир в IV (1931 - 1935) и в V (1935 - 1939), VI (1939 - 1943) и VII Великото национално събрание на Турция (1943 – 1946) от Мугла.
Умира в 1947 година.